# Men of War
Men of War (ros. В тылу врага 2: Лис пустыни, W tyłu wraga 2: Lis pustyni) – komputerowa strategiczna gra czasu rzeczywistego w realiach II wojny światowej, wyprodukowana przez ukraińskie studio Best Way i wydana w 2008 roku przez 1C. Jest to kontynuacja gier Soldiers: Ludzie honoru (В тылу врага) i Faces of War: Oblicza wojny (В тылу врага 2).
W Men of War gracz kieruje niewielką grupą żołnierzy alianckich, niemieckich lub radzieckich, którzy mają za zadanie dokonywać operacji na tyłach wroga. Graczowi przeciwstawiają się przeważające siły przeciwnika.
Gra została pozytywnie przyjęta przez krytyków, osiągając średnią ocen wynoszącą 79% według agregatora GameRankings; chwalono silnik fizyczny gry, natomiast krytykowano wysoki poziom trudności i udźwiękowienie. Do Men of War wydane zostały dodatki Karmazynowy przypływ, Oddział szturmowy, Wietnam i Wyklęci bohaterowie.

## Fabuła

### Kampania radziecka
Pierwsza i najdłuższa kampania w grze, kampania radziecka, rozpoczyna się jesienią 1941 roku. Dwóch młodych oficerów Armii Czerwonej, Wiktor Smirnow i Aleksiej Kuzniecow, którzy po ataku Niemiec na ZSRR zaciągnęli się do wojska na ochotnika, po kilkumiesięcznym kursie oficerskim zostają wysłani na front w okolicach wsi Judino. Tam ich kolumna zostaje zaatakowana przez niemieckie bombowce nurkujące Ju 87 Stuka. Smirnow i Kuzniecow zbierają garstkę ocalałych żołnierzy i razem z nimi odzyskują wciąż sprawny czołg KW-1, przy pomocy którego odbijają z rąk wroga zajętą wieś, a następnie rozbijają niemiecką kolumnę zaopatrzeniową na pobliskiej drodze.
W drugiej misji obaj przyjaciele bronią przed Niemcami zakładów Rostsielmasz w Rostowie nad Donem, umożliwiając ewakuację urządzeń fabrycznych za Ural. Gdy z miasta odjeżdża ostatni pociąg, Smirnowowi udaje się uciec, jednak Kuzniecow zostaje postrzelony w biegu i wzięty do niewoli. Tak główni bohaterowie zostają rozdzieleni na większość kampanii. W kolejnej misji Kuzniecow, przesłuchiwany w domu na wsi przez dwóch oficerów SS, jest świadkiem ataku radzieckich partyzantów. Wykorzystując zamieszanie, zabija ich obu z broni osobistej jednego z Niemców, a następnie przyłącza się do partyzantów i przy ich pomocy ucieka z tajnymi dokumentami wroga. W czwartym etapie kampanii Smirnow broni Moskwy przed ponawiającymi się atakami, a po nadejściu posiłków przystępuje do kontrnatarcia i rozbija wojska nieprzyjaciela.
Po powrocie za radzieckie linie Kuzniecow, pomimo lojalnego zachowania się w niewoli i dostarczenia tajnych dokumentów wroga, zostaje aresztowany przez NKWD i wysłany do kompanii karnej. W jej szeregach bierze udział w samobójczym ataku, który przy ciężkich stratach przełamuje linie nieprzyjaciela pod strategicznie położoną wsią, zdobywa miejscowość i pobliskie wzgórze, a następnie niedobitki karnej jednostki odpierają niemieckie kontrataki i osłaniają przemieszczanie się radzieckich kolumn wojskowych pobliską drogą. W nagrodę za wykazane męstwo oraz inicjatywę Kuzniecow zostaje ułaskawiony i przeniesiony do innej jednostki. Smirnow w tym czasie uczestniczy w obronie Sewastopola. Po odparciu wielu fal nacierających wojsk niemieckich zostaje ciężko ranny i ledwo uchodzi z życiem.
W tym momencie fabuły następuje blisko dwuletni interwał czasowy, w czasie którego Kuzniecow zostaje wysłany na szkolenie specjalnych oddziałów wywiadowczo-dywersyjnych NKGB, podczas gdy Smirnow leczy się z ran w szpitalach wojskowych. Wiosną 1945 roku obaj otrzymują nowe zadania, a ich ścieżki krzyżują się ponownie pod Berlinem. Oddział Kuzniecowa nocą przeprowadza rozpoznanie i sabotaż niemieckich pozycji na wzgórzach Seelow, po czym niepostrzeżenie przemieszcza się dalej w stronę swoich następnych celów. Smirnow natomiast dowodzi głównymi siłami radzieckimi, które następnego dnia rano atakują osłabione przez ludzi Kuzniecowa pozycje wroga i ostatecznie przełamują jego obronę przed niemiecką stolicą.
W dwóch ostatnich misjach gracz dowodzi oddziałem specjalnym Kuzniecowa, wysłanym daleko za linie wroga w celu zdobycia listy niemieckich agentów działających pod przykrywką w ZSRR. Komandosi zdobywają informacje o lokalizacji dokumentów od pojmanego niemieckiego oficera, a następnie kradną łódź latającą Bv 138, którą przedostają się na okupowaną duńską wyspę Bornholm. Tam zdobywają dokumenty ukryte w jednej z łodzi podwodnych, którą się ewakuują. Dzięki informacjom zdobytym przez Kuzniecowa radzieckie służby przystępują do masowych aresztowań szpiegów. W outro podsumowującym całą kampanię widzimy obu przyjaciół, którzy spotykają się ponownie w zdobytym Berlinie, obaj w mundurach wojskowych obwieszonych radzieckimi odznaczeniami bojowymi.

### Kampania niemiecka
Głównym bohaterem kampami niemieckiej jest ambitny oficer niemieckich wojsk spadochronowych, Gunter von Borg. W pierwszej misji uczestniczy on w operacji powietrznodesantowej na Krecie, podczas której spadochroniarze zostają rozrzuceni na dużym obszarze. Po zebraniu grupki żołnierzy i znalezieniu zasobnika z bronią, von Borg stopniowo wypiera oddziały alianckie z zajmowanych pozycji i oczyszcza lądowiska, a po bezpiecznym wylądowaniu nowych spadochroniarzy atakuje w głąb wyspy, doprowadzając finalnie do zdobycia kluczowego lotniska.
Po krwawej łaźni na Krecie von Borg zostaje przeniesiony do Afrika Korps i wysłany do Afryki Północnej, gdzie bierze udział w odpieraniu alianckiej operacji Crusader. Po wyróżnieniu się w walkach obronnych, w kolejnej misji dostaje zaszczyt poprowadzenia niemieckich oddziałów do szturmu Tobruku. Po stopniowym, mozolnym wypieraniu przeciwnika z ciasnych uliczek miasta przy jednoczesnym powstrzymywaniu przybywających drogą morską posiłków wroga i zatapianiu alianckich statków udaje mu się zdobyć silnie bronioną pustynną twierdzę. Po odkryciu pod nią tunelu prowadzącego do dalszych obszarów miasta prowadzi nim małą grupkę żołnierzy, która korzystając z ogólnego zamieszania zajmuje skład paliwa na tyłach wroga i uniemożliwia jego wysadzenie, broniąc się w nim aż do nadejścia własnych wojsk.
W misji czwartej, rozgrywającej się już po klęsce pod El Alamein, von Borg dowodzi niewielkimi siłami, które skutecznie opóźniają aliancką ofensywę w kierunku Tunisu. W ostatniej misji kampanii, rozgrywającej się w maju 1943 roku, główny bohater dowodzi obroną zatoki La Goulette w Tunisie, przy wsparciu artylerii zacumowanego w porcie okrętu odpierając zmasowane ataki wroga i umożliwiając ewakuowanie części istotnych dokumentów i zasobów Armii Pancernej Afryka przez Morze Śródziemne, po czym przypuszczalnie wraz z resztkami swoich oddziałów dostaje się do alianckiej niewoli.

### Kampania aliancka
Głównym bohaterem kampanii alianckiej jest młody amerykański dziennikarz Terry Palmer, który na ochotnika zgłasza się do armii amerykańskiej w 1942 roku. Wraz z niewielkim oddziałem zostaje wysłany na tajną misję za liniami wroga w Algierii, mającą na celu przyspieszenie kapitulacji wojsk francuskich w zamorskiej kolonii przed rozpoczęciem operacji Torch. W pierwszym etapie Amerykanie nawiązują kontakt z miejscowych ruchem oporu, po czym zajmują niemiecki skład amunicji w celu zdobycia broni koniecznej do przeprowadzenia dalszej części operacji. Po pozytywnym zakończeniu pierwszego etapu, oddział przemieszcza się zdobyczną ciężarówką w kierunku rezydencji francuskiego admirała François Darlana, którego aresztuje i zmusza do negocjacji. Po przedłużających się rozmowach, osłanianych przez amerykańskich żołnierze i francuskich partyzantów, admirał ostatecznie godzi się na kapitulację, a wojska przeciwnika poddają się.
W trzeciej misji oddział Palmera zostaje wysłany w celu oczyszczenia miasteczka dla zdobycia pozycji wyjściowych, a następnie wzięcia udziału w ataku na silnie bronione niemieckie lotnisko w Tunezji. Po jego zdobyciu wojska Osi rozpoczynają kontrofensywę na przełęczy Kasserine. Oddział Palmera wyrusza zmodyfikowanym pojazdem opancerzonym na kolejną specjalną misję, tym razem z celem ostrzeżenia zagrożonej alianckiej bazy przed spodziewanym niemieckim atakiem. Przebijając się przez pustynię i tunezyjskie miasteczka z trudem osiąga swój cel. W ostatniej misji Palmer i jego towarzysze broni pomagają oddziałom amerykańskim i brytyjskim utrzymać się w kluczowej bazie przed ponawianymi atakami nieprzyjaciela, pokonując także nowe czołgi Tygrys, a następnie wyprowadzają kontruderzenie, zadając wrogowi ostateczną klęskę.

## Rozgrywka
Men of War jest grą taktyczną, w której brakuje typowych dla strategicznych gier czasu rzeczywistego rozwiązań takich jak rozbudowa bazy, zdobywanie surowców czy szkolenie jednostek. Gracz otrzymuje ustaloną, liczącą do kilkudziesięciu ludzi grupę żołnierzy, aczkolwiek możliwe jest niekiedy wezwanie dodatkowych posiłków. Kierowani żołnierze mogą przyjmować pozycje: stojącą, kuczną i leżącą, od których zależy celność strzału, ukrywać się za osłonami, przeskakiwać przez przeszkody terenowe, opatrywać rany, instalować miny, ładunki wybuchowe i jeże oraz obsługiwać pojazdy i broń stacjonarną. Są oni zorganizowani w oddziały liczące do ośmiu osób.
Kierowani żołnierze dzielą się zwykle na: strzelców wyborowych, skutecznych na daleki dystans; oficerów wyposażonych w lornetkę umożliwiającą dostrzeżenia wroga z dużych odległości; zwykłych strzelców wyposażonych w karabiny i granaty odłamkowe oraz piechurów posiadających pistolety maszynowe, którzy służą do ataku na pozycje wroga. W trybie gry wieloosobowej gracz ma do dyspozycji także inżynierów, piechotę szturmową i przeciwpancerną oraz piechurów wyposażonych w miotacze ognia.
W grze występują elementy mikrozarządzania: żołnierze i pojazdy posiadają ograniczoną ilość amunicji, te ostatnie zaś wymagają paliwa do jazdy. Ważne jest zatem przeszukiwanie zwłok w poszukiwaniu amunicji oraz napełnianie pojazdów beczkami z paliwem. Podczas rozgrywki można pokierować pojedynczym żołnierzem bądź pojazdem w trybie bezpośredniej kontroli, celując myszą i kierując klawiszami kierunkowymi – zwiększa to celność strzałów.
W porównaniu z wcześniejszym dziełem studia, Faces of War: Oblicza wojny, w Men of War poprawiono zachowanie sztucznej inteligencji i umożliwiono modyfikację interfejsu, na przykład przesunięcie minimapy oraz dodanie nowych przycisków do panelu centralnego.
W grze zastosowano taki sam jak w Faces of War silnik fizyczny. Umożliwia on wyświetlanie realistycznych wybuchów i uszkodzeń pojazdów. Wyraźny wpływ ma użycie różnych typów pocisków – burzące potrafią niszczyć całe mury i ściany, natomiast przeciwpancerne pełnią funkcję penetrującą.
Dostępne są dwa tryby gry. Pierwszy to tryb jednoosobowy składający się z 19 misji, który pozwala wziąć udział w trzech kampaniach: radzieckiej, która ma miejsce podczas walk na froncie wschodnim, oraz niemieckiej i alianckiej, toczących się podczas działań wojennych w Afryce. Oprócz standardowych zadań takich jak szturm na pozycje wroga czy obrona ważnych punktów strategicznych, są także polegające na dyskretnej infiltracji wrogich terenów. Tryb gry wieloosobowej umożliwia rozgrywkę na czterech mapach do 16 osobom jednocześnie oraz grę w trybie współpracy, czyli granie w misje z kampanii z innymi graczami. W przeciwieństwie do kampanii, można w nim kierować wojskami Japonii.

## Wydanie gry
W styczniu 2008 roku wydawca gry, 1C, zapowiedział Men of War w mediach zachodnich, a w kwietniu ogłosił w Rosji rozpoczęcie prac nad grą. W sierpniu 2008 roku Men of War została pokazana na targach Games Convention; zaprezentowano pierwszą misję kampanii radzieckiej. 11 lutego 2009 roku w serwisie Fileplanet ukazała się wersja beta gry, a 18 lutego – jej wersja demonstracyjna. Men of War została opublikowana 14 listopada 2008 roku w Rosji, 16 marca 2009 roku – w Stanach Zjednoczonych, a 20 marca 2009 roku – w Polsce.
Na uwagę zasługuje to, że gra została wydana bez zabezpieczeń typu DRM. 11 maja 2010 roku 1C udostępnił darmową wersję Men of War z trybem gry wieloosobowej. Można było w nią grać do 23 maja.

### Dodatki

#### Karmazynowy przypływ
Pierwszy samodzielny dodatek do Men of War, zwany Karmazynowy przypływ (Red Tide), ukazał się 14 sierpnia 2009 roku. Zawiera on utrzymaną w tonie propagandowym kampanię opowiadającą o elitarnych jednostkach radzieckiej piechoty morskiej.

#### Oddział szturmowy
Drugi samodzielny dodatek do Men of War, zatytułowany Oddział szturmowy (Assault Squad), miał premierę 25 lutego 2011 roku. Jest on nastawiony głównie na dynamiczny tryb gry wieloosobowej, liczący 37 map.

#### Wietnam
Trzeci samodzielny dodatek do Men of War pod tytułem Wietnam (Vietnam) został wydany 9 września 2011 roku. Jego akcja została przeniesiona w czasy wojny wietnamskiej. Gracz może pokierować w niej żołnierzami Vietcongu i amerykańskimi marines.

#### Wyklęci bohaterowie
Czwarty samodzielny dodatek do Men of War, o podtytule Wyklęci bohaterowie (Condemned Heroes), ukazał się 12 kwietnia 2012 roku. Akcja gry ponownie została umieszczona na froncie wschodnim II wojny światowej, a pod kontrolę gracza oddano żołnierzy radzieckich batalionów karanych, jednostek złożonych ze skazańców, które otrzymywały najtrudniejsze zadania do wykonania.

## Odbiór gry
Gra została względnie pozytywnie przyjęta przez krytyków, osiągając według agregatora GameRankings średnią wynoszącą 79% maksymalnych ocen. Steve Butts z portalu IGN i Michał Kuszewski z pisma „CD-Action” chwalili silnik fizyczny gry, umożliwiający zniszczenie każdego obiektu na mapie, zarazem jednak Daniel Shannon z portalu GameSpot ocenił oprawę graficzną jako przeciętną. Recenzent z portalu GameZone stwierdził, że silnik gry w 2009 roku był już przestarzały, skrytykował też niedopracowane animacje krzaków, zarazem przyznając jednak, że gra działa płynnie.
W kwestii rozgrywki Oliver Clare z portalu Eurogamer pochwalił klimatyczną kampanię, twierdząc że gra realistycznie pokazuje koszmar wojny. Daniel Shannon pozytywnie ocenił zróżnicowanie misji, zarazem jednak krytykując niedopracowany tryb gry wieloosobowej. Steve Butts zauważył natomiast, że poprawione zostało działanie sztucznej inteligencji. Oliver Clare pochwalił mniejszą intensywność akcji w stosunku do Faces of War, natomiast Michaił Chromow z rosyjskiego portalu Absolute Games stwierdził, że przez to gra jest nudna i powtarzalna.
Często przyznawano, że gra ma wysoki poziom trudności, za co była krytykowana. Powszechną dezaprobatę zebrała natomiast oprawa dźwiękowa, szczególnie dialogi. Dubbing aktorów Daniel Shannon określił mianem żałosnego, Steve Butts nazwał go koszmarnym, a recenzent z GameZone'u negatywnie ocenił akcent aktorów. Michał Kuszewski skrytykował skopiowanie wielu odgłosów z Faces of War.
Men of War uzyskała nagrodę rosyjskiego portalu Gameland dla najlepszej strategii roku 2008.